# Trần Độc
Trần Độc là thầy thuốc chữa bệnh và truyền nghề y cho Hải Thượng Lãn Ông Lê Hữu Trác.
Quê ông ở núi Thành, thuộc xã Trung Cần, huyện Thanh Chương, nay là xã Nam Trung, huyện Nam Đàn, tỉnh Nghệ An.
Ông đã từng thi đỗ Cử nhân nhưng không ra làm quan mà ở nhà làm nghề thuốc, chữa bệnh.
Lúc 26 tuổi (năm 1746), Lê Hữu Trác trở về Hương Sơn phụng dưỡng mẹ già nhưng không lâu thì bị ốm nặng trong vòng 2–3 năm liền, chữa trị khắp nơi không khỏi. Sau đó ông thuê người cáng đến nhà Danh y Trần Độc chữa khỏi bệnh. Trong thời gian hơn một năm chữa bệnh, nhân khi rảnh rỗi Lê Hữu Trác thường đọc "Phùng thị cẩm nang" và hiểu được chỗ sâu xa của sách thuốc. Trần Độc thấy lạ, bèn đem hết những hiểu biết về y học truyền cho Lê Hữu Trác.